# Fasti Capitolini

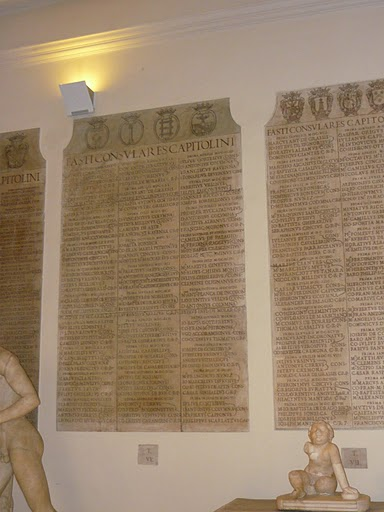
Reconstrucción de los Fasti Capitolini exhibidos en el palacio de los Conservadores de los Museos Capitolinos

Los Fasti Capitolini o Fastos capitolinos son una lista de los principales magistrados de la República romana. Se extienden desde principios del siglo V a. C. hasta el reinado de Augusto, el primer emperador romano. Han llegado hasta nuestros días en forma fragmentaria. Con otras listas similares transmitidas por la tradición literaria y encontradas por arqueólogos en Roma y varias localidades de la península itálica, forman parte de una cronología denominada Fasti Annales, Fasti Consulares o Fastos consulares. Son una de las principales fuentes para la cronología de la época republicana.
Fueron grabados originalmente en planchas de mármol y erigidas en el foro romano. Los fragmentos mayores se descubrieron en 1546 y se retiraron del foro a medida que se desmantelaban las estructuras antiguas para construir la basílica de San Pedro. Se guardaron en dependencias del palacio de los Conservadores, donde permanecen como parte de la colección de antigüedades romanas de los Museos Capitolinos.